# 亚娜·拉巴索娃
亚娜·拉巴索娃（捷克語：Jana Rabasová，1933年7月22日—2008年1月3日），捷克女子竞技体操运动员。她曾代表捷克斯洛伐克参加1952年夏季奥林匹克运动会体操比赛，获得女子团体全能铜牌。